# Marcetelli
Marcetelli és un comune (municipi) de la província de Rieti, a la regió italiana del Laci, situat a uns 60 km al nord-est de Roma i a uns 25 km al sud-est de Rieti. A 1 de gener de 2019 la seva població era de 73 habitants.
Marcetelli limita amb els municipis següents: Ascrea, Collalto Sabino, Collegiove, Paganico Sabino, Pescorocchiano i Varco Sabino.